# رابرت سی. برد
رابرت سی. برد (به انگلیسی: Robert C. Byrd) سناتور سابق عضو حزب دموکرات ایالات متحده آمریکا بود. وی در سال ۱۹۵۹ تا ۲۰۱۰ میلادی سناتور ایالت ویرجینیای غربی در سنای ایالات متحده آمریکا بود. او تا زمان مرگ دیرپاترین عضو کنگره آمریکا بود.

## جستارهای وابسته

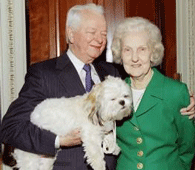
بیرد و همسرش